# Parco dell'Etna
Il parco dell'Etna è un'area naturale protetta della Regione Siciliana istituita nel 1987, con il Decreto del Presidente della Regione Rino Nicolosi.

## Storia
I primi propositi di istituzione di un Parco dell'Etna nacquero intorno agli anni sessanta quando cominciò ad affermarsi, fra gli appassionati della Montagna, la necessità di tutelare la natura dalla invasione del turismo di massa conseguente alla diffusione dei mezzi di trasporto personali.
L'argomento diede luogo a dibattiti fra la popolazione e in sede politica fino agli anni ottanta quando la Regione Sicilia istituì tre Parchi Regionali e fra questi quello dell'Etna con la legge n. 98 del maggio 1981. 
Per la reale costituzione del Parco passarono ancora sei anni, fino al 17 marzo 1987. Lo scopo del Parco è quello di tutelare il patrimonio boschivo e la conservazione e lo sviluppo delle specie floreali e faunistiche specifiche dei luoghi e di regolamentare e coordinare lo sviluppo di quelle attività turistiche che possano dare fruibilità ai luoghi e benessere alle popolazioni insediate nell'ambito territoriale.

## Ambiente

### Flora

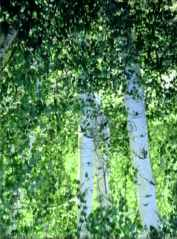
Betula aetnensis

Nella zona sommitale del vulcano non vi è alcun tipo di vegetazione in quanto sulla lava recente nessun seme può germogliare. Scendendo intorno ai 2500 metri si incontrano la saponaria (Saponaria sicula), l'astragalo siciliano (Astracantha sicula), il tanaceto (Tanacetum siculum), il cerastio (Cerastium tomentosum), il senecio (Senecio squalidus), la camomilla dell'Etna (Anthemis aetnensis), il caglio dell'Etna (Galium aetnicum), la romice (Rumex scutatus) e qualche muschio e lichene.
Già intorno ai 2000 metri si possono incontrare, su alcuni versanti, il pino loricato, la betulla dell’Etna e il faggio ed ancora più in basso anche castagno e ulivo. Assieme a questa vegetazione convive la ginestra dell'Etna che con i suoi fiori gialli crea, nel periodo della fioritura, un bel cromatismo con il nero della lava vulcanica.
Nella zona collinare delle falde si incontrano i vigneti di Nerello, dai quali si produce l'Etna vino DOC della zona pedemontana. Nel versante ovest del vulcano, dai 600 agli 850 metri di altitudine, prosperano i pistacchi (Bronte e Adrano) e le fragole (Maletto) unici per il loro sapore e colore dovuti alla tipicità del territorio e del microclima. Altra notevole produzione è quella delle mele "cola" e "gelata" e delle pere di vario tipo e delle pesche, tra cui la "tabacchiera dell'Etna".
La notevole ricchezza dei suoli ha permesso lo sviluppo di una ricchissima varietà agricola, soprattutto nella zona nord-orientale del vulcano rispetto agli altri territori, grazie al particolare microclima dovuto alla vicinanza con la costa ionica e numerose specialità arboree, tra le quali la ciliegia rossa dell'Etna (Comuni di Milo, Sant'Alfio, Mascali e Giarre) e le noci e nocciole di più alta quota (Comuni di Sant'Alfio, Milo, Piedimonte Etneo).

### Fauna

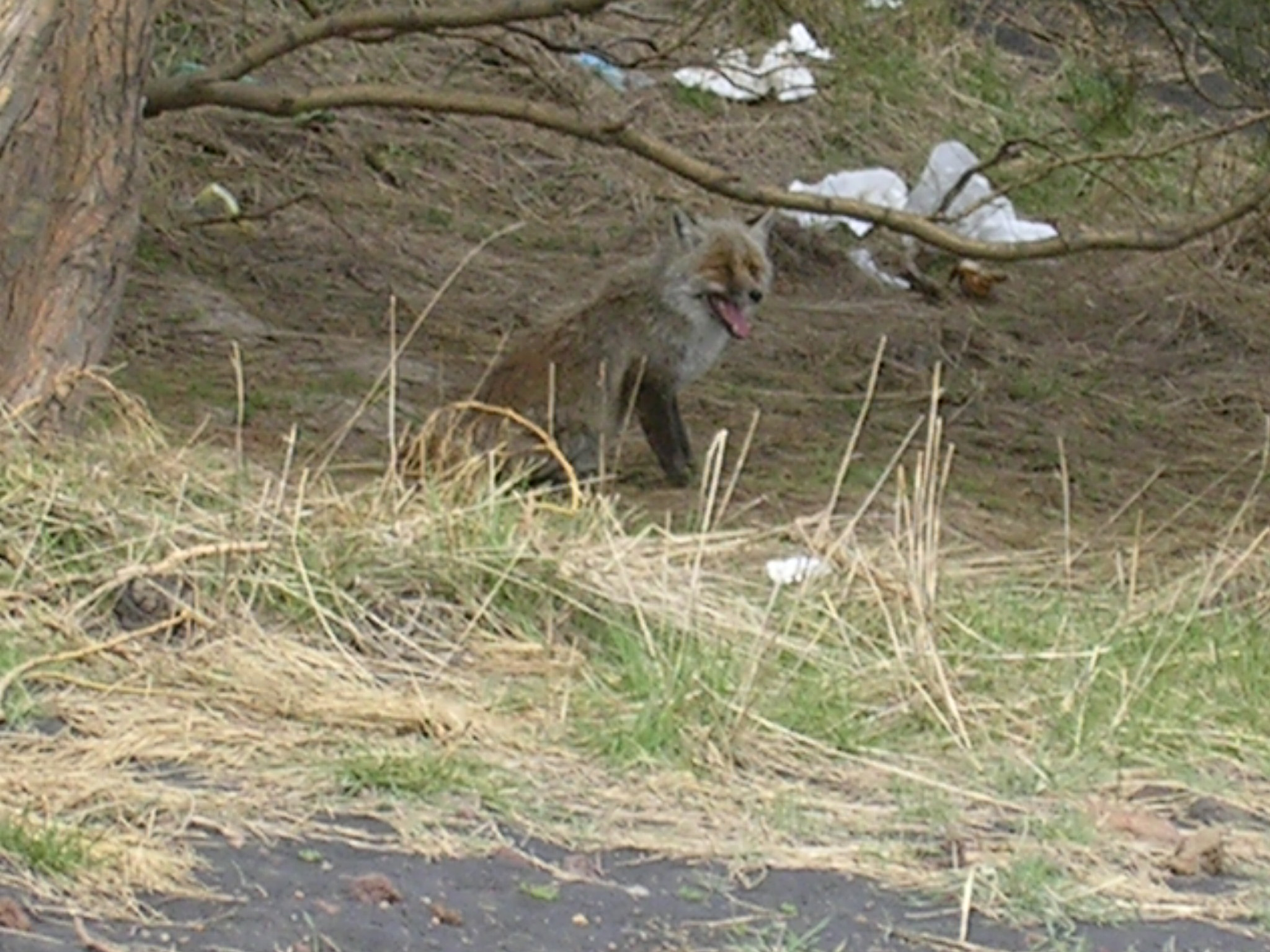
Esemplare di volpe rossa nei pressi del Rifugio Sapienza

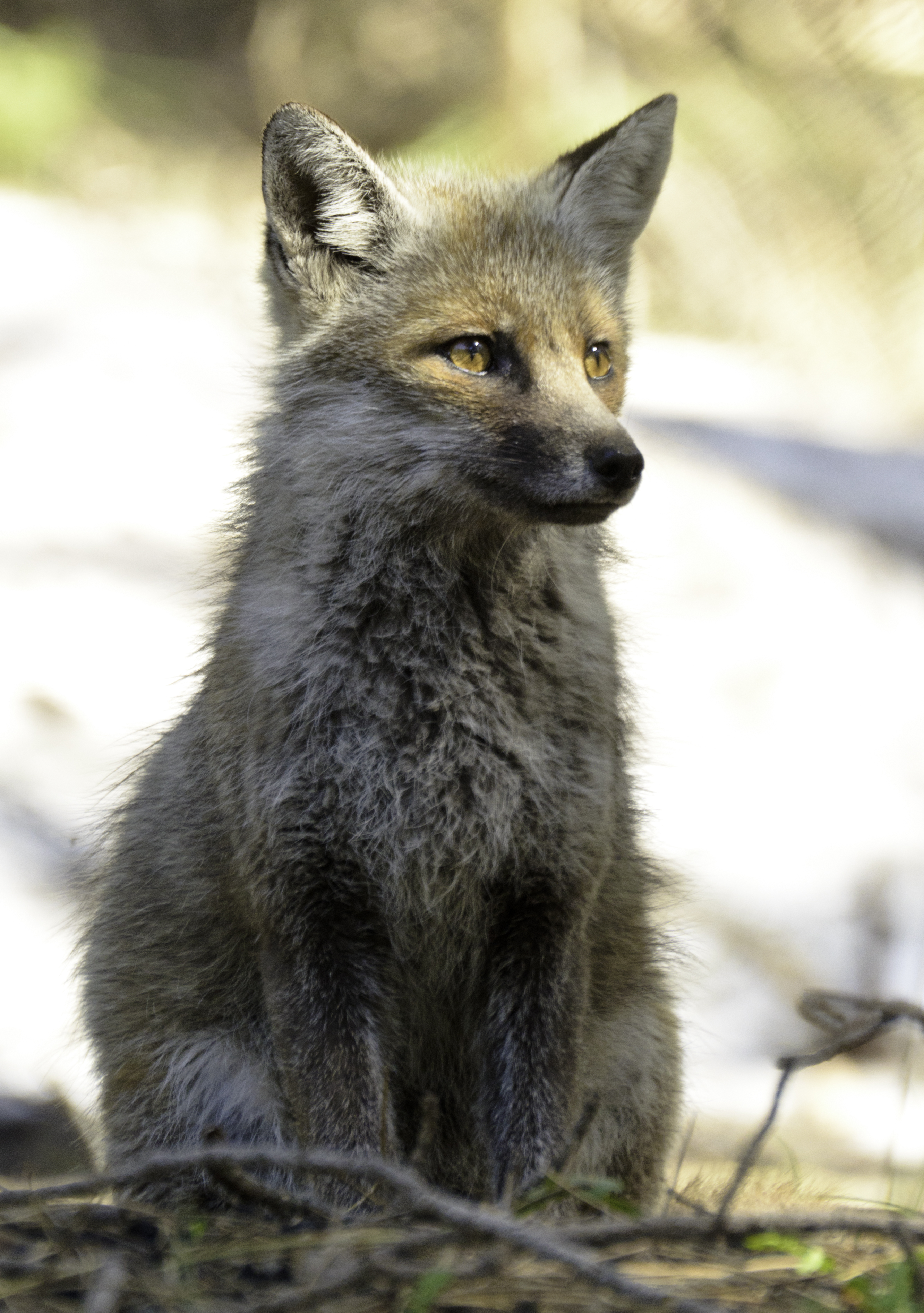
Cucciolo di volpe rossa dell'Etna

Le descrizioni più antiche della fauna dell'Etna raccontano della presenza di animali ormai scomparsi e rimasti solo nell'immaginario popolare: lupi, cinghiali, daini e caprioli. La progressiva urbanizzazione, con apertura di nuove strade, il disboscamento e l'esercizio incontrollato della caccia portarono all'estinzione di questi grandi mammiferi e minacciano ancora la vita delle altre specie. 
Sul vulcano vivono tra l'altro l'istrice, la volpe, il gatto selvatico, la martora, il coniglio selvatico, la lepre oltre a specie più piccole tra cui la donnola, il riccio, il ghiro, il quercino e varie specie di topo, pipistrello e serpente. Diffusi su tutte le aree del vulcano gli uccelli e le varietà di rapaci, diurni, quali il falco pellegrino, lo sparviero, la poiana, il gheppio e l'aquila reale, e notturni quali barbagianni, allocco e gufo.

## Luoghi di interesse geologico
Il territorio del parco comprende oltre 200 grotte di scorrimento lavico conosciute in buona parte sin dai tempi più remoti e utilizzate in vario modo dall'uomo a scopo cultuale e di sepoltura. Un uso accertato quello dell'accumulo di neve invernale per l'uso in estate. Le grotte più note sono:
- la grotta dei Lamponi,
- la grotta del Gelo, una grotta di scorrimento lavico con la presenza di ghiaccio perenne al suo interno, e una temperatura che persino nei mesi estivi non va sopra i -6 °C,
- la grotta dei tre livelli: allo stato delle conoscenze attuali la più lunga grotta di scorrimento sull'Etna e tra le più estese al mondo.
- la grotta delle Palombe

I dicchi della Valle del Bove che costituiscono quanto resta del vulcano primordiale Trifoglietto.

## Comuni

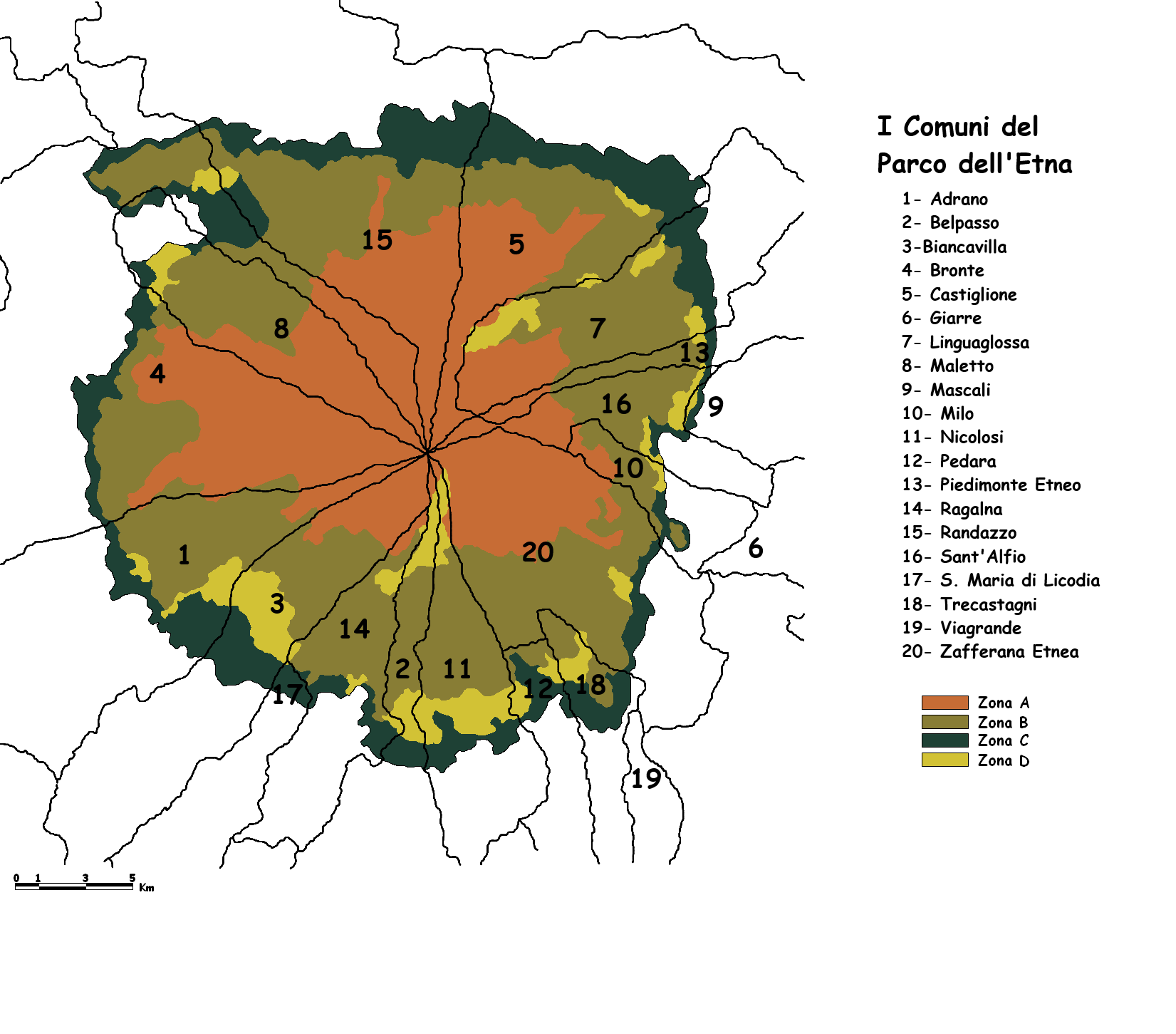
Comuni su cui insiste il parco

Dettaglio sui confini dei comuni del parco

Elenco dei 20 comuni che condividono la superficie del Parco ed estensione: 
- Adrano Ha 4.319,
- Belpasso Ha 1.712,
- Biancavilla Ha 3.830,
- Bronte Ha 10.200,
- Castiglione di Sicilia Ha 5.412,
- Giarre Ha 1,
- Linguaglossa Ha 4.120,
- Maletto Ha 3.564,
- Mascali Ha 331,
- Milo Ha 1.117,
- Nicolosi Ha 3.271,
- Pedara Ha 896,
- Piedimonte Etneo Ha 793,
- Ragalna Ha 2.504,
- Randazzo Ha 6.270,
- Sant'Alfio Ha 1.843,
- Santa Maria di Licodia Ha 443,
- Trecastagni Ha 1.296,
- Viagrande Ha 93,
- Zafferana Etnea Ha 6.250.

Undici fra questi arrivano fino al cratere centrale.

## Accessi
I treni della Ferrovia Circumetnea circumnavigano le pendici lambendo l'anello inferiore del parco.
Da tutti i comuni il cui territorio è anche solo in parte compreso nell'area protetta è possibile accedere al Parco attraverso mulattiere o sentieri.
Gli accessi più facili attraverso strade asfaltate si trovano nella parte più antropizzata e sono quelle dai comuni di:
- Belpasso
- Castiglione di Sicilia
- Nicolosi, che si trova sulla strada che collega direttamente Catania al Rifugio Sapienza del CAI
- Linguaglossa
- Milo e S.Alfio
- Pedara
- Trecastagni
- Zafferana Etnea
- Adrano e Biancavilla per la strada che passa dalla contrada Milia e da qui si arrampica fino al Grande albergo.
- Ragalna.

In occasione di grandi eruzioni le possibilità di accesso possono subire notevoli variazioni.

## Gestione
L'"Ente Parco dell'Etna" è un ente di diritto pubblico sottoposto a controllo e vigilanza della Regione siciliana, con sede a Nicolosi presso l'antico monastero di San Nicolò l'Arena. È diretto da un presidente nominato con decreto del Presidente della Regione siciliana su
delibera della giunta di governo quale rappresentante legale dell'Ente. È nominato anche un vicepresidente, un consiglio e un comitato esecutivo.